# Herrschaft Dasburg

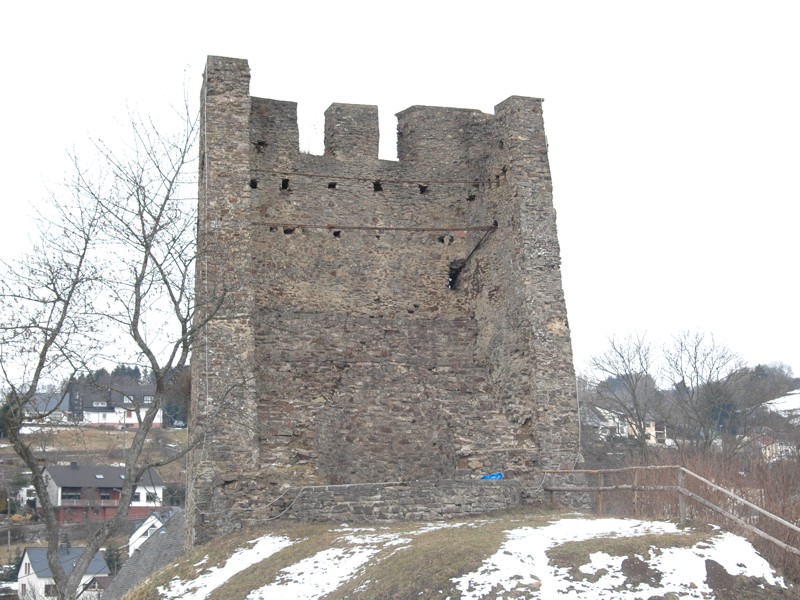
Ruine der Burg Dasburg

Die Herrschaft Dasburg (auch Land Dasburg) war ein Territorium im Herzogtum Luxemburg, das bis zum Ende des 18. Jahrhunderts bestand. Der Hauptort war die heutige Ortsgemeinde Dasburg im Eifelkreis Bitburg-Prüm in Rheinland-Pfalz, namensgebend war die Burg Dasburg.

## Zugehörende Ortschaften
Die Herrschaft Dasburg gliederte sich in drei Meierei genannte Verwaltungs- und Gerichtsbezirke:
- Meierei Daleiden: Affler, Dahnen, Daleiden (Daleyden), Irrhausen (Urhausen), Preischeid mit Oelverhof (Uelweilerhof), Reipeldingen (Reipelding) und Übereisenbach.
- Meierei Eschfeld, zeitweise auch Meierei Arzfeld oder Meierei Binscheid genannt: Arzfeld (Artzfeld), Binscheid, Eschfeld, Halenbach (Hallenbach), Hickeshausen, Huf (Hof, Houf), Jucken, Kickeshausen, Niederüttfeld, Olmscheid, Reiff (Reif), Roscheid und Sengerich.
- Meierei Harspelt, zeitweise auch Meierei Leidenborn genannt: Berg, Großkampen (Groscampen, Großcampen), Harspelt, Heckhalenfeld, Heckhuscheid (Heckhoscheid), Herzfeld, Kesfeld, Leidenborn (Leydenborn), Lützkampen (Lützcampen), Sevenig (Sevenich), Steffeshausen, Stupbach (Stubach, Stuppach) und Welchenhausen.

Nach Fabricius bildete auch der Ort Dasburg eine eigene Meierei.

## Geschichte
Die Herrschaft Dasburg kam im 14. Jahrhundert an die Grafen von Vianden. Die Herrschaft Dasburg war bis zum Ende des 18. Jahrhunderts Teil des luxemburgischen Verwaltungsbezirks Quartier Vianden.
Im Jahr 1794 hatten französische Revolutionstruppen die Österreichischen Niederlande, zu denen das Herzogtum Luxemburg zu der Zeit gehörte, besetzt und im Oktober 1795 annektiert. Unter der französischen Verwaltung wurde das Gebiet dem Departement Wälder zugeordnet.
Heute gehören alle Ortschaften mit Ausnahme des Dorfes Steffeshausen und eines Teils von Stupbach (Stoubach) zum Eifelkreis Bitburg-Prüm; beide Ortschaften sind heute Teil der Gemeinde Burg-Reuland im deutschsprachigen Teil Ostbelgiens.